# Gäckande hatten
Gäckande hatten är en tysk komedifilm från 1939 i regi av Wolfgang Liebeneiner, med manus av Horst Budjuhn och Bernd Hofmann. Den är en filmatisering av pjäsen Den italienska halmhatten av Eugène Labiche och Marc-Michel. Filmens svenska premiär skedde 1940 på biografen Spegeln i Stockholm.

## Rollista
- Heinz Rühmann - Theo Farina
- Herti Kirchner - Helene Barbock
- Christl Mardayn - Pamela v. Sarabant
- Paul Henckels - Bubi v. Sarabant
- Victor Janson - Barbock
- Karel Stepanek - Felix
- Helmut Weiss - Bobby
- Hans Hermann Schaufuß - Onkel Florian
- Hubert von Meyerinck - Rosalba
- Elsa Wagner - baronessan Champigny
- Alexa von Porembsky - Clara
- Paul Bildt - tjänsteman
- Franz Weber - tjänsteman
- Leopold von Ledebur - Zürus
- Ernst Legal - Dienstmann